# Lindbergs kyrka
Lindbergs kyrka är en kyrkobyggnad i Lindberg i Varbergs kommun. Den tillhör Lindberga församling (vilken före 2010 hade namnet Lindbergs församling) i Göteborgs stift. 

## Kyrkobyggnaden
Lindbergs kyrka uppfördes åren 1851–1853 i nyklassicistisk stil av byggmästare från Sandhults socken. Den ersatte då en kyrka från 1803, som revs efter bara omkring 40 års användande, och som i sin tur ersatt en medeltida kyrka. Troligtvis ingår material från kyrkan från 1803 i den dagens. 
Byggnaden är uppförd i vitputsad sten. Västtornet har lanternin med spetsig spira och är dekorerat med hörnlisener och tandsnittsornamentik. Långhuset långt och brett med ett tresidigt avslutat kor. Taket är klätt med tegel, men tornet har plåttak. Kyrkan har fyra entréer, en i varje väderstreck.
Åren 1904–1906 genomfördes omfattande målningsarbeten interiört, varvid altaruppsatsen fick en rik dekormålning. Kyrkan restaurerades 1936 då centralvärme installerades och man bytte ut golvet och klädde taket invändigt med masonit. Kyrkan fick även ny färgsättning. Ytterligare restaureringar utfördes 1961, 1967 då nya ytterdörrar tillkom och 1979-1980. Sanering av skadedjur, däribland strimmig trägnagare, skedde 1982. År 2000 renoverades kyrkan och 2001 restaurerades altaruppsatsen, predikstolen, dopfunten, nummertavlorna och altarringen. Man eftersträvade då en enhetlig färgsättning åt inventarierna i koret.

## Inventarier

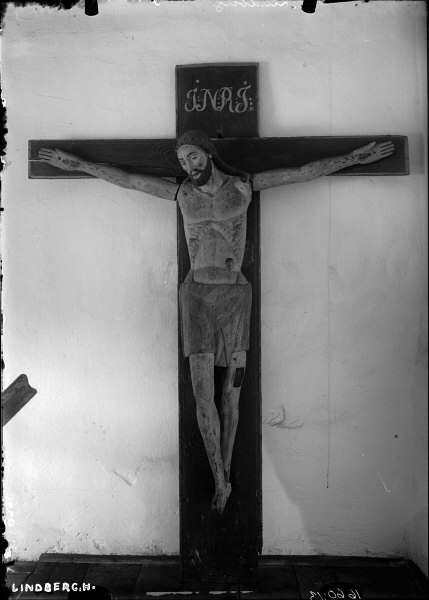
Triumfkrucifixet

- Sex bevarade fragment av en medeltida dopfunt i kalksten importerad från Gotland, bland annat en fotskiva och ett något koniskt skaft.[1]
- Predikstol från kyrkans byggnadstid.
- Altaruppsats i klassicistisk stil från kyrkans byggnadstid.
- Triumfkrucifix från senare delen av 1300-talet. Korset hänger på korets södervägg.[2].

### Klockor
- Storklockan är gjuten 1808. Diameter: 107,5 cm. Vikt: 750 kg.
- Lillklockan göts 1703 och är 90,5 cm i diameter och vikten är 450 kg.

### Orgel
Den första orgeln byggdes 1856 av Johan Nikolaus Söderling och fasaden står kvar. Det gamla verket byggdes först om 1913, men byttes 1969 ut mot ett nytt mekaniskt från Tostareds Kyrkorgelfabrik. Äldre pipmaterial ingår dock i det nya verket. Instrumentet har 22 stämmor fördelade på två manualer och pedal.